# Excelentísimos cadáveres
Excelentísimos cadáveres (título original: Cadaveri eccellenti) es una película franco-italiana dirigida por Francesco Rosi y estrenada en 1976. Es adaptación de la novela titulada Il Contesto de Leonardo Sciascia, que fue publicada en 1971. La cinta está incluida entre los 100 film italiani da salvare.

## Argumento
El inspector Américo Rogas es el encargado de la investigación de una serie de homicidios que preocupan a la magistratura italiana. Cuanto más avanza, más se adentra en el contexto político de la Italia de los « años de plomo », cuando el temor de una revolución inspiró al poder el enfrentamiento entre dos opciones: la « estrategia de la tensión » y la del « compromiso histórico ». Esta película se propone hacer ver la manera como la « teoría de la conspiración » es menos una opinión que un dispositivo.

## Rodaje
El comienzo de la película de Rosi fue rodada en las Catacumbas de los Capuchinos de Palermo. Se  ve un largo plano en el que Charles Vanel atraviesa uno de los pasillos en el que se exponen las famosas momias que datan de los siglos XVIII y XIX.

## Reparto
- Lino Ventura: inspector Américo Rogas
- Tino Carraro: jefe de la policía
- Marcel Bozzuffi: el holgazán
- Paolo Bonacelli: doctor Maxia
- Alain Cuny: juez Rasto
- Maria Carta: madame Cres
- Luigi Pistilli: Cusan
- Tina Aumont: la prostituta
- Renato Salvatori: comisario de policía
- Paolo Graziosi: galán
- Anna Proclemer: esposa de Nocio
- Fernando Rey: ministro del interior
- Max von Sydow: presidente de la Corte Suprema
- Charles Vanel: procurador Varga
- Claudio Nicastro: general
- Carlo Tamberlani: cura
- Alfonso Gatto: Nocio